# 本地垂迹说
本地垂迹说（日语：／ honjisuijaku）是日本佛教興盛時期的一種思想。日本神道的八百万神是佛菩薩的化身，稱為權現。在理論上神佛具有同等地位。

## 起源和歷史的理論
最早的佛教亦沒有懷疑神的存在，但神僅僅為六道之一的天道，他們不及佛、菩薩，仍要輪迴（天人五衰）。但在不同地方因受本地宗教抵抗，佛教僧侣為了解决此問题提出本地垂迹，故意把當地神明改稱為佛、菩薩的化身，給予兩者平等地位。日本之論者又稱為神佛習合。
最早提出本地垂迹説的是僧肇，但在日本發展最完備與渾然一體。在日本國神稱本地佛。
垂迹神與本地佛如下:
- 天照大神＝大日如来
- 八幡神（應神天皇）＝阿弥陀如来
- 熊野權現＝阿弥陀如来
- 市杵嶋姬＝辯才天女
- 素戔嗚尊＝牛頭天王＝藥師如来
- 大己貴神＝大黑天
- 秋葉權現＝觀音菩薩
- 愛宕權現＝地藏菩薩
- 東照大權現（徳川家康)＝薬師如来